# Rüdiger Kreklau
Rüdiger Kreklau (* 1958; † September 2006) war ein deutscher Radiomoderator und Schauspieler.

## Leben
Seit den 1980er Jahren arbeitete er für das Radio beim SFB, Radio Hamburg, Hitradio Antenne Niedersachsen sowie 104.6 RTL Berlin.
Von 1997 bis 2000 war er Programmdirektor des Berliner Rundfunk 91,4. Später machte er sich mit Sebastian Fitzek als Berater selbständig. Sie verfassten zusammen das Sachbuch Die 10 größten Radiogeheimnisse.
Als Schauspieler trat er in einer Tatort-Episode auf. In Hörspielen sprach er u. a. einen Bademeister in der ersten Bibi-Blocksberg-Folge und in einer Benjamin-Blümchen-Episode einen Fußballer. Außerdem war er in einer Grimms-Märchen-Reihe zu hören.
Kreklau war in der Reihe Schmidteinander regelmäßig als Bühnenarbeiter im Blaumann zu sehen, der schweigend einen Kleiderständer durch die Kulisse trägt.
Er starb an einem Herzinfarkt.

## Hörspiele
- Benjamin Blümchen verliebt sich (7) als Verkäufer
- Benjamin Blümchen als Fußballstar (19) als Fußballer
- Bibi Blocksberg Hexen gibt es doch (1) als Bademeister
- Bibi Blocksberg Hexerei in der Schule (2) als Portier
- Die kleinen Detektive Der Brandstifter (2) als Gerd Rodinski
- Grimms Märchen (Kiosk) Rotkäppchen/Hans im Glück (1) als Hans
- Grimms Märchen (Kiosk) Aschenputtel/Der gestiefelte Kater (3) als Prinz